# Maryann Ekeada
Maryann Ekeada (23 de julio de 1979) es una deportista nigeriana que compitió en judo. Ganó tres medallas en el Campeonato Africano de Judo entre los años 1997 y 2004.

## Palmarés internacional
| Campeonato Africano | Campeonato Africano    | Campeonato Africano | Campeonato Africano |
| Año                 | Lugar                  | Medalla             | Categoría           |
| ------------------- | ---------------------- | ------------------- | ------------------- |
| 1997                | Casablanca (Marruecos) | Medalla de bronce   | –56 kg              |
| 2001                | Trípoli (Libia)        | Medalla de plata    | –63 kg              |
| 2004                | Túnez (Túnez)          | Medalla de bronce   | –63 kg              |